# Milan Albrecht
Milan Albrecht (ur. 16 lipca 1950) – piłkarz słowacki grający na pozycji napastnika. W swojej karierze rozegrał 17 meczów w reprezentacji Czechosłowacji i strzelił w nich 2 gole.

## Kariera klubowa
Swoją karierę piłkarską Albrecht rozpoczął w klubie Jednota Trenčín. Grał w nim w latach 1969–1980. Następnie w 1980 roku został zawodnikiem czeskiego Baníka Ostrawa. Grał w nim do końca 1981 roku, a na początku 1982 roku przeszedł do FC Vítkovice. W 1983 roku zakończył w nim swoją karierę.

## Kariera reprezentacyjna
W reprezentacji Czechosłowacji Albrecht zadebiutował 12 kwietnia 1970 w wygranym 3:1 towarzyskim meczu z Austrią, w którym zdobył gola. W tym samym roku został powołany na Mistrzostwa Świata w Argentynie. Na nim był rezerwowym i nie rozegrał żadnego meczu. W kadrze narodowej rozegrał łącznie 5 meczów (wszystkie w 1970 roku), w których strzelił 2 gole.